# Like I Love You
Like I Love You (česky Jak tě miluji) je první singl Justina Timberlakea.

## Informace o písni
Píseň se objevila na jeho debutové desce Justified. Píseň produkovalo duo The Neptunes. Ve Spojených státech se dostala nejvýše na jedenácté místo. Ve Velké Británii skončila těsně pod vrcholem a v hitparádě strávila celých šestnáct týdnů.
Zajímavostí je, že jedním z tanečníků ve videoklipu je i Kevin Federline, který se po Justinu Timberlakeovi začal objevovat po boku Britney Spears.

## Tracklist

### Evropa CD single
1. Like I Love You (Album Version) (Williams, Pharrell/Hugo, C./Timberlake, Justin) – 4:47
2. Like I Love You (Instrumental) (Williams, Pharrell/Hugo, C./Timberlake, Justin) – 4:47
3. Like I Love You (Extended Club Mix) (Williams, Pharrell/Hugo, C./Timberlake, Justin) – 5:37

### Velká Británie – remixové CD
1. Like I Love You (Album Version) (Williams, Pharrell/Hugo, C./Timberlake, Justin) – 4:46
2. Like I Love You (Instrumental) (Williams, Pharrell/Hugo, C./Timberlake, Justin) – 4:46
3. Like I Love You (Extended Club Mix I) (Williams, Pharrell/Hugo, C./Timberlake, Justin) – 5:39
4. Like I Love You (Extended Club Mix II) (Williams, Pharrell/Hugo, C./Timberlake, Justin) – 7:08

## Umístění ve světě
| Hitparáda      | Umístění |
| -------------- | -------- |
| USA            | 11       |
| Polsko         | 1        |
| Argentina      | 3        |
| Austrálie      | 8        |
| Rakousko       | 29       |
| Belgie         | 6        |
| Brazílie       | 10       |
| Kanada         | 10       |
| Dánsko         | 4        |
| Německo        | 16       |
| Irsko          | 5        |
| Itálie         | 17       |
| Nizozemsko     | 5        |
| Nový Zéland    | 6        |
| Norsko         | 10       |
| Portugalsko    | 9        |
| Španělsko      | 20       |
| Švédsko        | 14       |
| Švýcarsko      | 14       |
| Velká Británie | 2        |
| Evropa         | 5        |
| svět           | 4        |